# Quiet Cool
Quiet Cool es una película de acción estadounidense de 1986 dirigida y coescrita por Clay Borris, y protagonizada por James Remar, Adam Coleman Howard, Daphne Ashbrook, Jared Martin, Nick Cassavetes y Fran Ryan.

## Trama
Joe Dylanne es un policía neoyorquino vestido de civil con placa y una personalidad robusta. Siempre recurre a métodos poco convencionales para capturar a los criminales más astutos de la ciudad. Cuando Dylanne recibe un mensaje de Katy, una antigua novia suya, la noticia no es tan agradable como esperaba. Más bien, es un llamado imperativo de ayuda. Dylanne debe entrar en plena acción. Este policía deberá viajar a un lugar remoto del noroeste para investigar las desapariciones de los familiares de su amigo. Resulta que la mayoría de los familiares de Kate han sido asesinados a sangre fría. El único superviviente de la masacre es Joshua, un superviviente angustiado que le explica a Dylanne sobre un sofisticado plan que implica a los cultivadores de plantas de marihuana. Dylanne y Joshua deben traspasar territorio enemigo en nombre de la venganza. 

## Elenco
- James Remar como el oficial Joe Dylanne
- Adam Coleman Howard como Joshua Greer
- Daphne Ashbrook como Katy Greer
- Jared Martin como Mike Prior
- Nick Cassavetes como Valencia
- Joey Sagal como Toker
- Chris Mulkey como 'Rojo'
- Clayton Landey como El Cairo
- Brooks Gardner como 'Rosa'
- Fran Ryan como mamá
- Ted White como Ellis
- Rob Moran como Briggs
- Travis McKenna como 'Manillar'